# Cyclodictyon chimborazense
Cyclodictyon chimborazense är en bladmossart som beskrevs av Carl Ernst Otto Kuntze 1891. Cyclodictyon chimborazense ingår i släktet Cyclodictyon och familjen Hookeriaceae. Inga underarter finns listade i Catalogue of Life.